# Chiesa di Santa Maria Maddalena (Brentonico)
La chiesa di Santa Maria Maddalena è la parrocchiale a Prada, frazione di Brentonico in Trentino. Appartiene alla zona pastorale della Vallagarina dell'arcidiocesi di Trento e risale al XV secolo.

## Storia

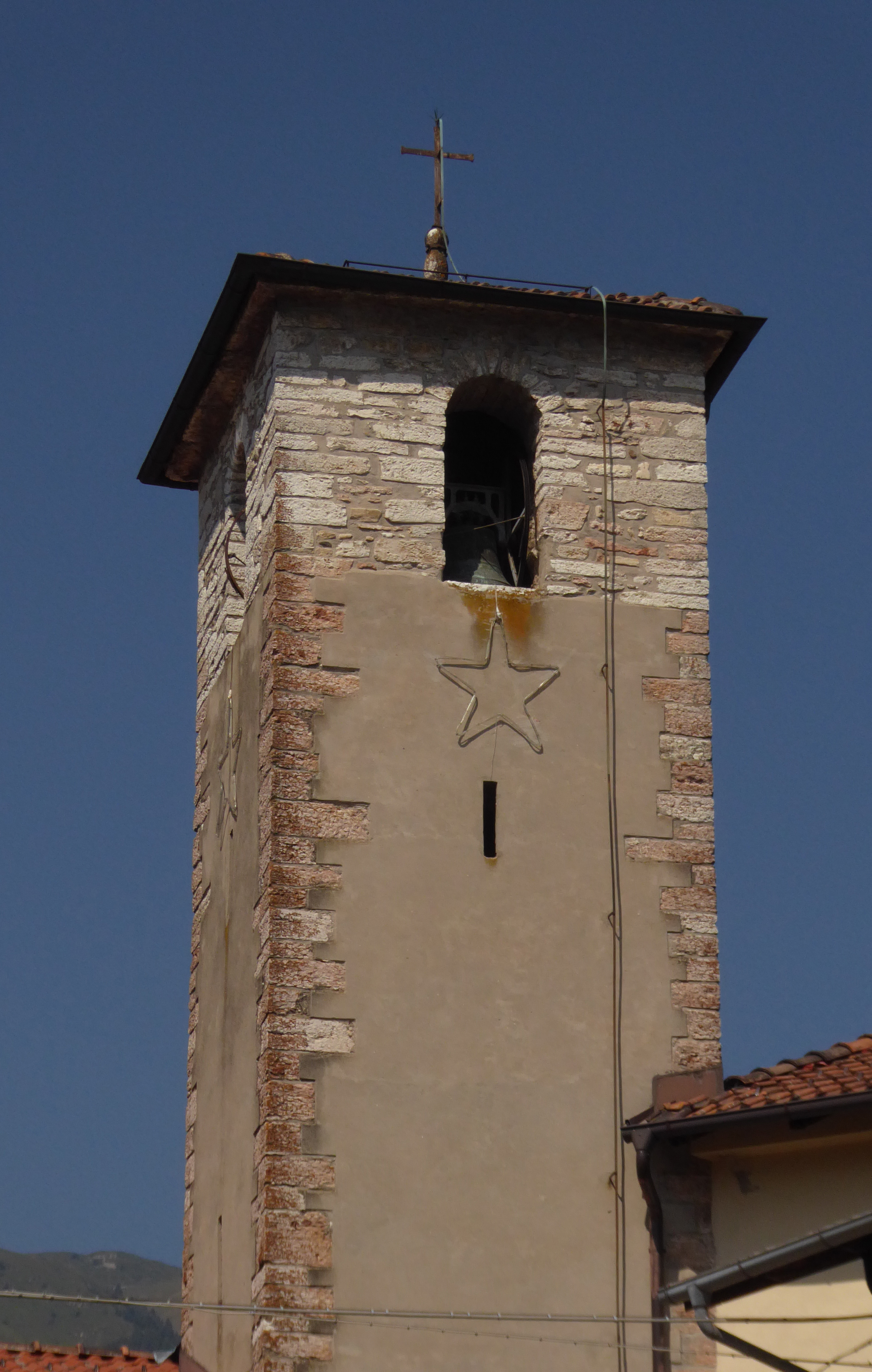
Campanile

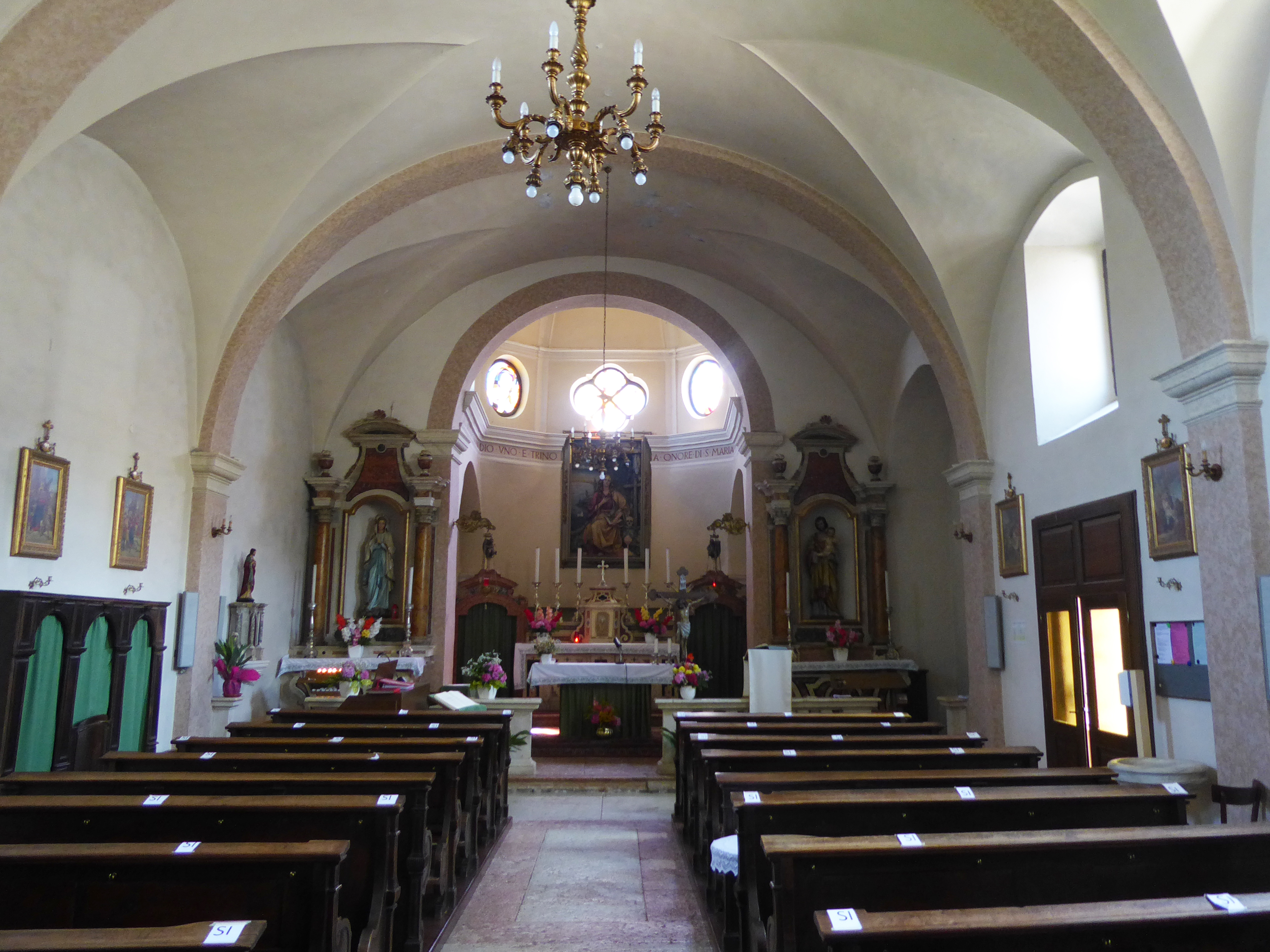
Interno

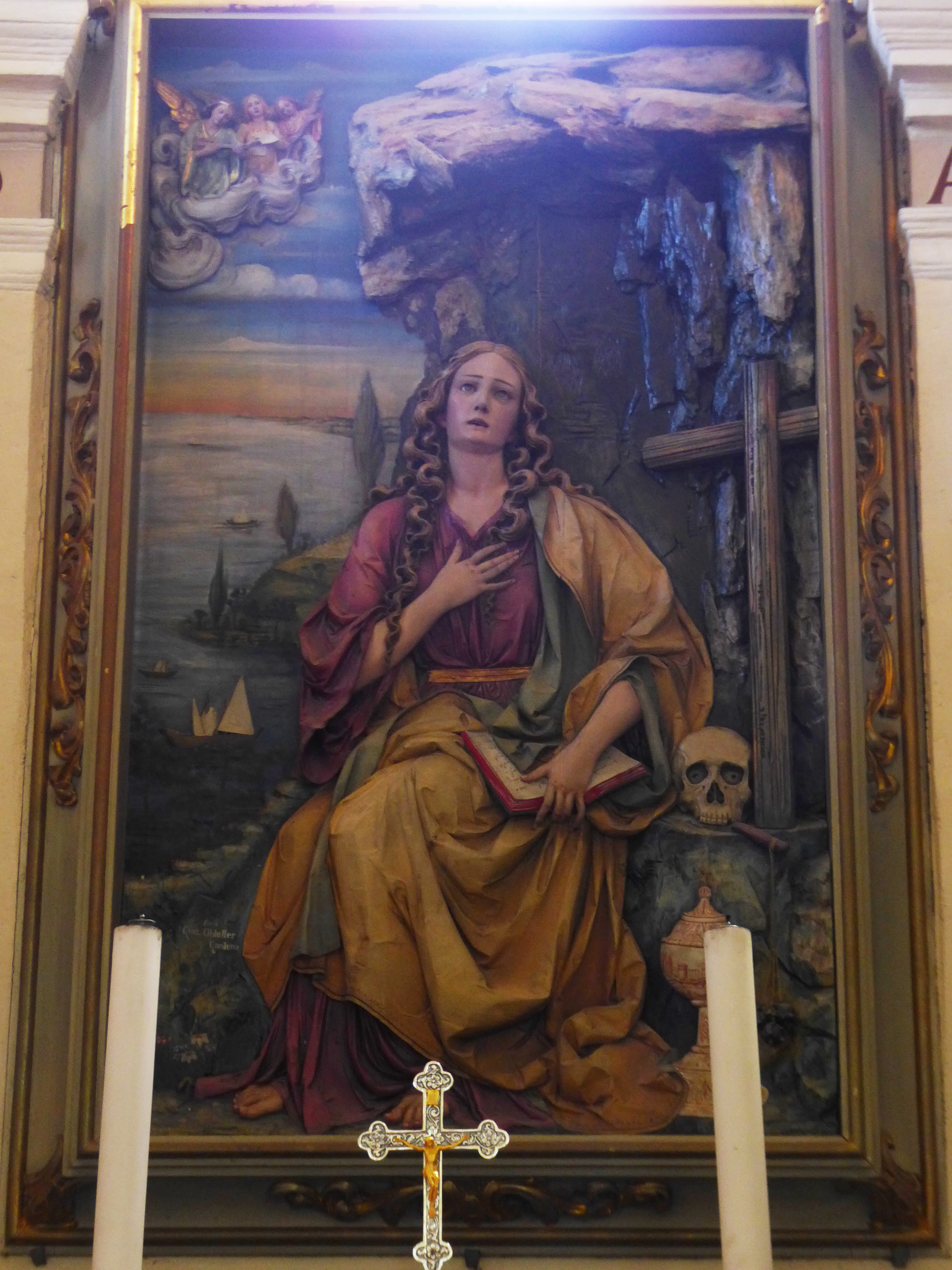
Scultura lignea di santa Maria Maddalena dietro all'altare maggiore

La chiesa nella località di Prada venne citata per la prima volta nel 1456 tuttavia non è certo l'anno della sua fondazione, sicuramente precedente. Risultò in quel periodo sussidiaria della pieve di Brentonico, la chiesa dei Santi Pietro e Paolo.
La sagrestia venne costruita nella prima metà del secolo seguente. Nel 1622 venne eretta a dignità di rettoria e dieci anni dopo ebbe la concessione del fonte battesimale. 
Nel 1786, dal punto di vista della giurisdizione ecclesiastica, il territorio di Brentonico lasciò la diocesi di Verona ed entrò nella diocesi di Trento.
Nella prima metà del XIX secolo venne restaurata e ampliata. Le finestre delle pareti laterali vennero dotate di inferriate e la sala allungata.
Ottenne dignità di chiesa parrocchiale nel 1911 per disposizione del vescovo di Trento Celestino Endrici.
Nel corso del XX secolo fu interessata in vari momenti da restauri ed interventi diversi. Negli anni venti vennero riparati i danni avuti durante il primo conflitto mondiale. Negli anni sessanta vennero eseguite manutenzioni diverse, e vennero chiuse due finestre. Negli anni novanta infine venne sostituito il pavimento della sala, furono restaurati e ripuliti i portali e le altre parti in marmo e pietra. Vennero inoltre riaperte le finestre murate solo pochi decenni prima.

## Descrizione

### Esterni
La facciata a capanna della chiesa è estremamente semplice, senza decorazioni o altre particolari strutture a caratterizzarla. La torre campanaria si presenta solida, su base quadrangolare, con la cella che alla sommità si apre con quattro piccole finestre a monofora e la copertura è piramidale.

### Interni
La navata è unica ed il presbiterio è leggermente rialzato. Nella sala vi sono tre altari marmorei in stile barocco (realizzati da maestranze di Castione). La grande pala dietro l'altare maggiore è opera dello scultore gardenese Giuseppe Obletter.